# Sistema de protección activa Arena
El sistema de protección activa Arena (en ruso: Арена) es un sistema de contramedidas activas desarrollado por la Oficina de diseño de maquinaria Kolomna (del ruso: КБ машиностроен), como sustituto del sistema Drozd.

## Historia
La Unión Soviética desarrolló el Drozd (del ruso: Дрозд), su primer sistema de protección activa, entre 1972 y 1978. Este equipo, conocido como "tordo" en ruso, fue diseñado como un blindaje reactivo que defendiera al vehículo de armas antitanque enemigas.
El Drozd fue el sistema de protección activa utilizado por los soviéticos en varios tanques T-55 durante la Guerra de Afganistán (1978-1992).
En 1988 los soviéticos crearon el sistema Shtora que usaba un perturbador electromagnético que confundía a los misiles antitanque y cohetes. A pesar de los progresos conseguidos, la aplicación de estos sistemas en vehículos rusos fue limitada. A finales de 1994, el Ejército Ruso desplegó un gran número de blindados en Chechenia, en donde sufrieron emboscadas y muchas bajas. 
Los buenos resultados obtenidos por los rebeldes chechenos con el uso de granadas autopropulsadas contra vehículos de combate rusos condujo a la Oficina de diseño Kolomna a crear a principios y mediados de los años 90 el sistema de protección activa Arena. También se desarrolló una versión de exportación, el Arena-E. El sistema ha sido probado en el tanque T-80UM-1, con una demostración en Omsk en 1997, y se ha considerado su empleo en el carro de combate surcoreano K2 Black Panther.

## Características
Su diseño se da con el propósito de proteger a los vehículos blindados de combate del ataque de armamento anticarro y misiles antitanque guiados. Utiliza un radar Doppler para identificar proyectiles que se aproximen. Una vez detectados, se dispara un pequeño cohete defensivo que detona cerca del misil agresor, destruyéndolo antes de que impacte en el vehículo.

## Arena-M
El fabricante del sistema Arena-M modernizado afirma que el sistema es capaz de interceptar municiones provenientes de todas las direcciones, incluyendo los misiles de ataque de alta potencia como el misil antitanque FGM-148 Javelin estadounidense, y que se instalará en los tanques rusos T-80 y T-90. En 2023, la agencia estatal de noticias rusa RIA Novosti informó que Rusia pronto equiparía a sus tanques T-90M y T-80BVM con el sistema Arena-M. El informe indicó que Rusia también estaba considerando instalar el sistema en los tanques T-72B3 y T-72B3M.